# Личное оружие (фильм)
«Личное оружие» — советский детективный телефильм 1991 года, снятый Анатолием Буковским на киностудии им. А. Довженко, его последняя работа в области кино.
Премьерный показ состоялся в 1991 году по Центральному телевидению СССР, после чего несколько раз повторялся по российскому телевидению.

## Сюжет
Капитан милиции Любовь Виртанен и работник прокуратуры Прасковья Нечитайло приезжают в Лиманск для расследования убийства. Они сталкиваются с коррупцией и препятствиями со стороны местных властей, которые имеют на своём счету наркобизнес, торговлю левыми фруктами и то самое убийство, и пытаются скрыть свои преступные дела.

## Роли исполняют
- Лидия Ежевская — Любовь Карловна Виртанен, капитан милиции
- Андрей Градов — Феликс Николаевич Николаев, подполковник милиции
- Нина Антонова — Наталья Валерьянова Разинская, председатель облисполкома
- Станислав Молганов — Валентин Гуляев, директор совхоза
- Наталия Наум — Прасковья Павловна Нечитайло, прокурор
- Ирина Мельник — вдова убитого милиционера
- Николай Шутько — Семён Фёдорович Шатурко, заместитель начальника УВД
- Анатолий Барчук — Панкратов, генерал милиции
- Николай Олейник — Хрисанфов, майор милиции
- Геннадий Болотов — Осипенко, генерал милиции
- Андрей Подубинский — Вячеслав Иванович Быков, полковник милиции
- Сергей Подгорный — Серёжа Сиволодский, капитан милиции
- Тарас Денисенко — Сергеев, матрос
- Евгений Пашин — Евгений Михайлович Кашин, лейтенант милиции
- Остап Ступка — Симонов

## Съёмочная группа
- Режиссёр: Анатолий Буковский
- Сценаристы: Лариса Захарова, Владимир Сиренко, Анатолий Буковский
- Оператор: Вадим Верещак
- Композитор: Игорь Нестеренко
- Художник: Анатолий Добролежа